# Palais Neumann
Le Palais Neumann (en hongrois : Neumann-palota) est un édifice situé à Miskolc.